# استفان مدینا

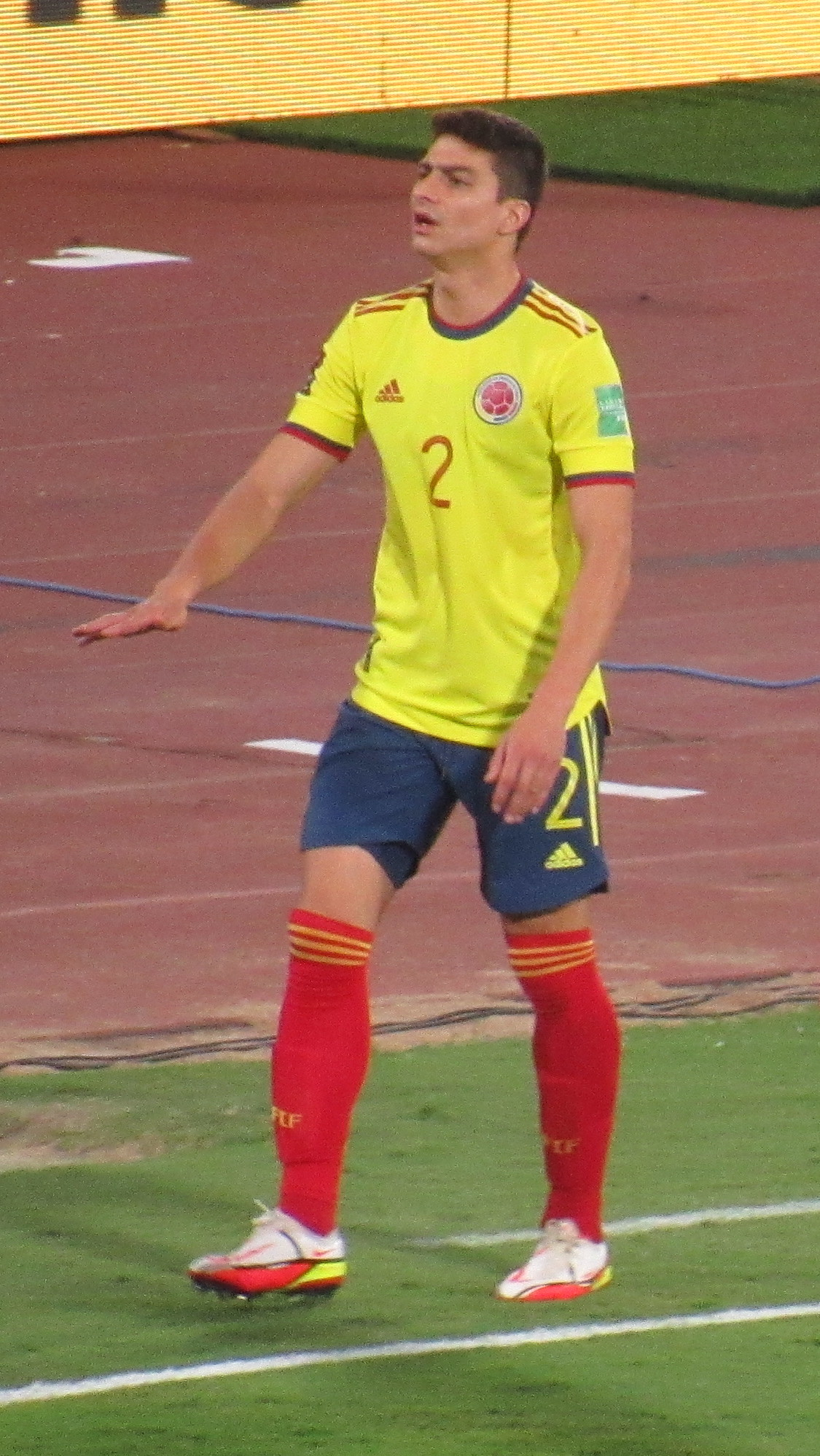
استفان مدینا در بازی آرژانتین_کلمبيا مقدماتی جام جهانی ۲۰۲۰

استفان مدینا (اسپانیایی: Stefan Medina‎؛ زاده ۱۴ ژوئن ۱۹۹۲) یک بازیکن فوتبال اهل کلمبیا است.

## تیم ملی
وی همچنین در تیم ملی فوتبال کلمبیا بازی کرده است.